# Samisk forskningsinstitutt
Samisk forskningsinstitutt, Sámi dutkaninstituhtta, är ett forskningsinstitut vid Sámi allaskuvla / Samisk høgskole i Kautokeino i Finnmark i Norge.
Samisk forskningsinstitutt grundades 1973 som Nordiskt-samiskt institut och fick sitt nuvarande namn 2008. Det var i början en forsknings- och allmänkulturell institution med inriktning på samiska frågor och ingick i Nordiska ministerrådets organisation. Efter hand koncentrerades verksamheten på forskning. Det var tidigare en självständig nordisk kultur- och forskningssinstitution i Kautokeino, men integrerades 2005 i Sámi allaskuvla / Samisk høgskole.
Forskningsinstitutets syfte är att genom forskning stärka och utveckla samiska språk, samisk kultur och samiskt samhällsliv. Det är integrerat i och samlokaliserat med resten av Samisk høgskole i den nya vetenskapsbyggnaden Diehtosiida i Kautokeino. Institutets verksamhet finansieras av Nordiska ministerrådet och de norska, svenska och finländska staterna. 
Institutet har omkring tjugo forskare, vilka forskar inom språk-, samhälls- och rättsvetenskap. Rapporter publiceras i skriftserien Dieđut. 